# Возобновляемые источники энергии в Азербайджане
Возобновляемые источники энергии в Азербайджане — совокупность неисчерпаемых источников энергии, использующихся в Азербайджане. Возобновляемые источники энергии важны для Азербайджана, однако отсутствует практика использования каких-либо возобновляемых источников энергии, кроме гидроэнергетики. Одним из альтернативных источников энергии является энергия ветра. Это также выгодно из-за стоимости, экологической чистоты и её возобновляемых свойств по сравнению с другими альтернативными источниками энергии.

## Возобновляемая энергия
В 2021 году мощность возобновляемой энергетики составляла 1 308 МВт. На июнь 2024 года мощность возобновляемой энергетики достигла 1 748,6 МВт, составив 20,86 % от общей мощности электроэнергии.
Потенциал выработки электроэнергии из возобновляемых источников энергии в Азербайджане составляет солнечными станциями — 23 000 МВт, ветряными — 3 000 МВт, био — 380 МВт, гидростанциями — 520 МВт, морской ветроэнергетики — 157 ГВт.
Поставлена цель к 2030 году увеличить мощность возобновляемых источников энергии на 30 %.
В ноябре 2024 года главы трёх стран — Узбекистана, Казахстана и Азербайджана подписали соглашение о передаче «зелёной» энергии между странами. В рамках соглашения Азербайджан заявил о прокладке кабеле по дну Чёрного моря для соединения Центральной Азии, Кавказа, Европы, Каспийского и Чёрного морей единым энергокоридором.

### Ветроэнергетика
Азербайджан является одной из стран, где использование ветряной энергии выгодно благодаря географическим условиям. Особенно благоприятными являются Апшеронский полуостров, береговая линия Каспийского моря и острова в северо-западной части Каспийского моря, Гянджа-Дашкесанская зона на западе Азербайджана и Шарур-Джульфинский район Нахичеванской Автономной Республики.
Потенциал ветряной энергии Каспийского моря составляет 157 гигаватт. Из них до 35 ГВт на мелководье, и 122 ГВт в областях глубокой воды.
Наивысший спрос на ветряную энергию в Азербайджане составляет 4,5 ГВт.
В 2021 году мощность ветроэнергетики составляла 67 МВт. Крупнейшей ветряной электростанцией в стране является гибридная электростанция на Гобустанском испытательном полигоне альтернативной энергетики .
В 1999 году японская компания «Tomen» совместно с Азербайджанским научно-исследовательским институтом энергетики и энергетического проектирования установили на Абшероне две башни высотой в 30 и 40 метров, и определили, что средняя годовая скорость ветра составила 7,9—8,1 м/с, в связи с чем было подготовлено технико-экономическое обоснование на установку в Гобустанском районе ветряных мельниц общей мощностью 30 МВт.
13 января 2022 года совместно с  ACWA Power начато строительство Хызы-Абшеронской ветряной электростанции. Мощность электростанции составит 240 МВт. Планируемый охват потребителей — 300 тыс. домов. Станция будет включать 37 ветровых турбин. Планируется, что электростанция будет вырабатывать до 893 гигаватт-часов (ГВт/ч) электроэнергии в год. Стоимость строительства составит 345 млн долл. Запуск планируется во II квартале 2025 года. Станция позволит сэкономить 220 млн м3 природного газа, предотвратить выброс в атмосферу 400 тысяч тонн углерода. Электростанция будет состоять из двух зон: зона 1 в селе Пирекешкюль Абшеронского района и Хызы 3 в селе Ситалчай Хызинского района.
1 августа 2025 года выбраны 5 территорий в северной части Апшеронского полуострова для проекта морской ветроэнергетики в Каспийском море.

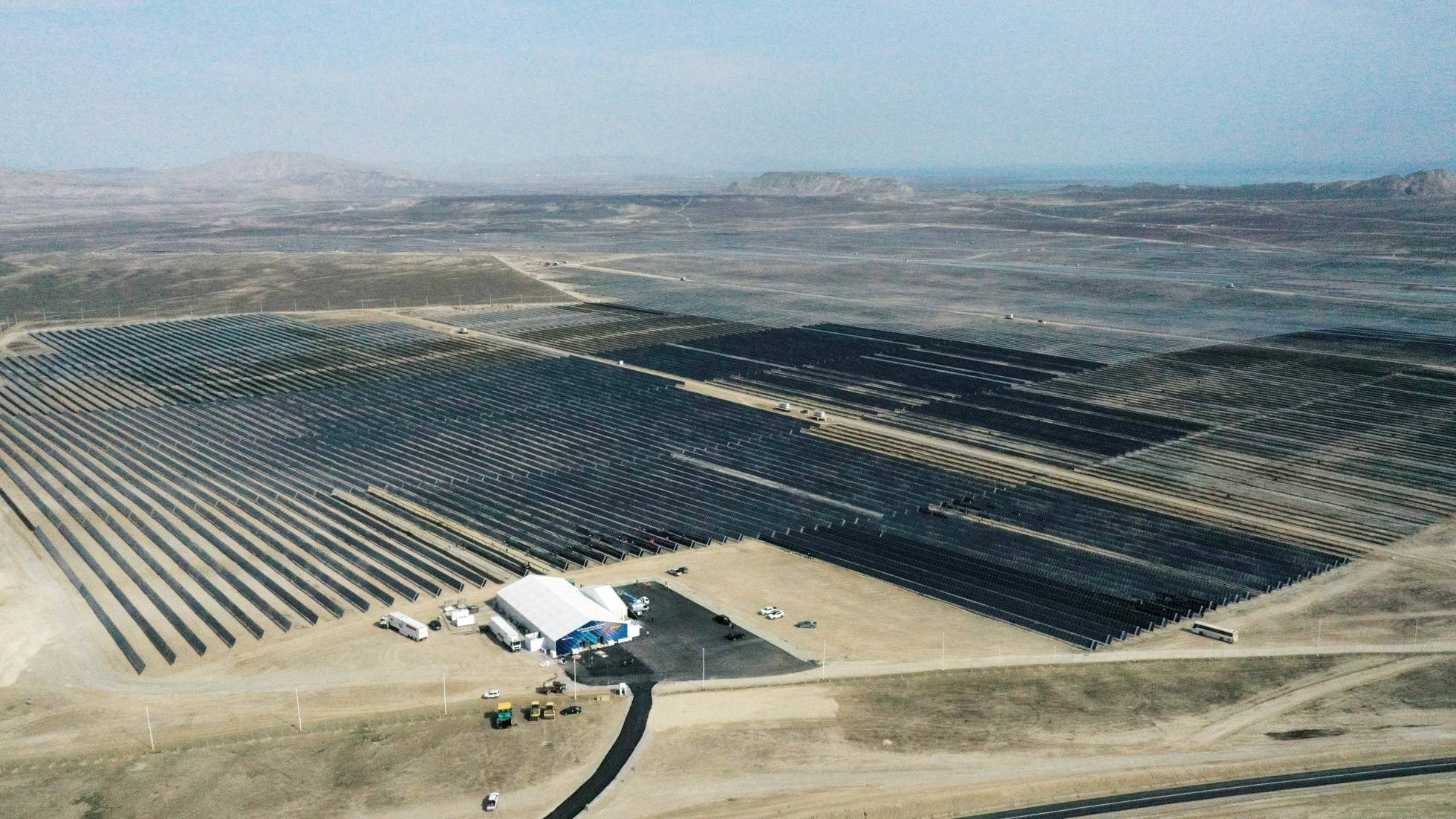
Гарадагская солнечная электростанция

### Солнечная энергетика
Естественный климат Азербайджана предоставляет возможности для увеличения производства электроэнергии и тепловой энергии за счёт использования солнечной энергии. В течение года количество солнечных часов в Азербайджане составляет 2 400 — 3 200 часов. Это означает, что количество солнечных лучей, падающих на территорию Азербайджана, выше чем в других странах. Это можно считать одним из критериев эффективности привлечения инвестиций в использование солнечной энергии.
Развитие использования солнечной энергии может частично решить энергетические проблемы в нескольких районах Азербайджана
На 2021 год мощность солнечной энергетики Азербайджане составляла 43 МВт.

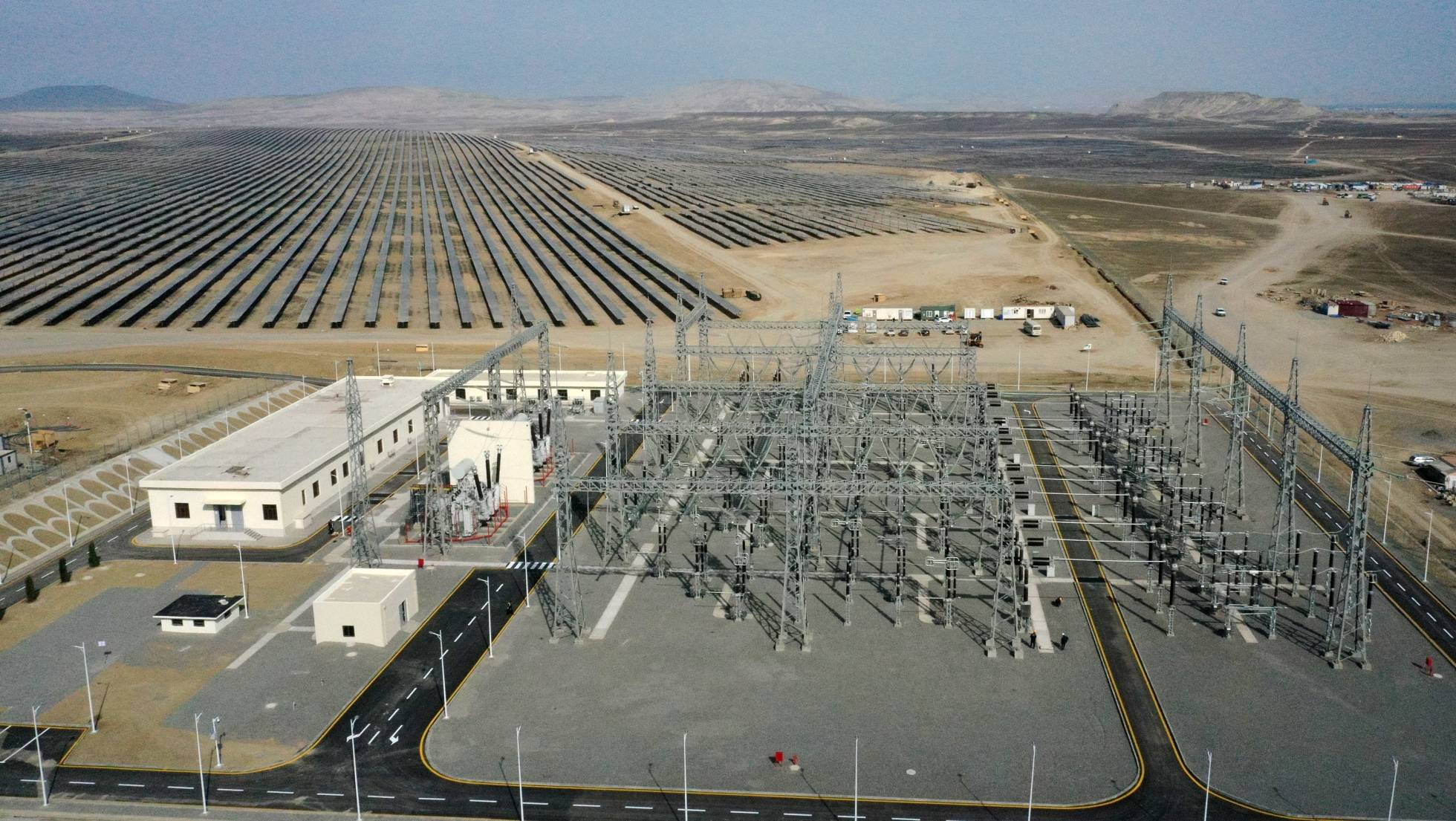
Гарадагская солнечная электростанция

1 декабря 2015 года около с. Халхал Бабекского района открыта Нахичеванская солнечная электростанция. Электростанция расположена на площади 35 гектар. Мощность электростанции — 20 мегаватт. Станция построена бельгийской компанией «Soltech». На станции установлено 78 тысяч 684 солнечных панелей типа стекло/стекло, 11 электрических подстанций. Станция рассчитана на выработку ежегодно 30 млн квт.-ч. электроэнергии.
В марте 2022 года совместно с компанией «Masdar» (ОАЭ) начато строительство Гарадагской солнечной электростанции. 26 октября 2023 года электростанция введена в строй. Электростанция расположена около посёлка Алят. Занимает площадь 550 гектар. Мощность электростанции составляет 230 мегаватт. На электростанции установлено 570 тыс. солнечных панелей, способных производить 3 млрд квт. ч. электроэнергии в год. Электростанция планирует обеспечить электроэнергией 110 тыс. домов. Стоимость строительства электростанции составила 262 млн долл. США. Для подключения станции к сети была построена подстанция мощностью 330 киловольт. За первый год работы электростанцией произведено 458,8 млн квт.-ч. электроэнергии. Посредством работы станции планируется экономия 110 млн м3 природного газа ежегодно и сокращение выбросов углерода в атмосферу на 200 тысяч тонн в год.
Совместно с BP ведутся проектные работы по строительству солнечной электростанции «Шафаг» в Джебраиле мощностью 240 мегаватт.
30 июля 2024 года на озере Бёюк-Шор введена в эксплуатацию плавучая солнечная электростанция мощностью 100 кВт переменного тока.
12 августа 2025 года компанией «Masdar» начато строительство солнечной электростанции в посёлке Гюнеш Билясуварского района мощностью 445 МВт. Выработка электроэнергии составит 890 млн. киловатт-часов в год. Компанией «JA Solar » (Китай) для станции будут поставлены солнечные панели DeepBlue 4.0 Pro.

### Гидроэнергетика
С экологической точки зрения вода — самый чистый источник энергии в мире. Производство гидроэнергии в Азербайджане увеличивается с 1990 года. В 2010 году мощность произведённой гидроэнергии составила 17,8 процента от общей мощности энергетической системы республики. В стране имеются широкие возможности для освоения гидроэнергетических ресурсов, которые до сих пор не использовались. В результате строительства гидроэлектростанций регулируются паводковые воды, осуществляется экологически чистое производство, создаются новые ирригационные системы. Реки на территории Азербайджана удобны для создания небольших гидроэлектростанций.
Из-за отсутствия связи между энергетической системой Нахчыванской автономной республики и основной энергетической системой республики, есть необходимость создания средних, малых и микроэлектростанций.
В 2021 году мощность гидроэнергетики составляла 1 152 МВт.

### Биогаз
В 2021 году мощность биогаза составила 1 МВт.

### Биоэнергетика
В Азербайджане имеются следующие источники биомассы: воспламенимые промышленные отходы, отходы от лесного хозяйства и деревообрабатывающего сектора, сельскохозяйственные культуры и отходы органического смешивания, бытовые и коммунальные отходы, отходы на загрязнённых нефтью и нефтепродуктами территориях.
Согласно исследованиям, большая часть производимых во всех секторах экономики отходов состоит из продуктов биомассы. Из этой биомассы можно получить газовую, жидкую и твёрдую биомассы, которые используются в производстве электроэнергии. Ежегодно в Азербайджане на полигоны для нейтрализации выбрасывается более 2 миллионов тонн твёрдых бытовых и промышленных отходов. Обработка твёрдых бытовых и промышленных отходов может частично решить проблему обогрева домов в Баку и крупных промышленных городах страны. В 2021 году мощность биоэнергетики составляла 45 МВт.
Геотермальные источники широко используется во многих странах в промышленности, сельском хозяйстве, бытовых и коммунальных отраслях и в медицине. Территория Азербайджана богата термальными водами. Они распространены на обширных территориях, таких как Большие и Малые Кавказские горы, Апшеронский полуостров, Талышский горный склон, Куринский бассейн и Прикаспийско-Губинский регион. За счёт использования термальных вод в указанных районах можно покрыть часть потребностей в тепловой энергии, использоваемой в быту и других сферах.
С момента ввода в эксплуатацию до конца 2021 года электростанция Бакинского завода по утилизации твердых бытовых отходов произвела 1 млн. 586 тыс. мегаватт/часов электроэнергии.

### Тепловая энергия и Гидроэлектростанция
В Азербайджане существует высокий потенциал альтернативных источников энергии, а также перспективы создания, в частности, создания ветровых, солнечных и малых гидроэлектростанций: тепловые и гидроэлектростанции более важны для удовлетворения энергетических потребностей Азербайджана. Статистические данные показывают, что эта сумма изменяется от 0,01-0,05 процента от альтернативных и возобновляемых источников энергии.

## Государственное агентство по альтернативным и возобновляемым источникам энергии
Деятельность по развитию и регулированию возобновляемых источников энергии регулируется Государственным агентством по альтернативным и возобновляемым источникам энергии Азербайджана

## Годовые показатели
В 2014 году всеми возобновляемыми источниками энергии в стране было произведено 1480,0 млн. КВтч электроэнергии. Наряду с экономией 298,5 тыс. тонн мазута или 429,2 млн м³ природного газа, это, согласно расчётам, препятствует выбросу в атмосферу от 763,9 тыс. тонн до 919,4 тыс. тонн углекислого газа (CO2).
В 2015 году из всех альтернативных и возобновляемых источников энергии было произведено 1816,0 млн киловатт-часов электроэнергии (на 21,5 % больше, чем в предыдущем году) и 6315,3 Гкал тепловой энергии (на 15,9 % больше, чем в предыдущем году). Это привело к экономии в среднем 464,7 млн м³ природного газа и предотвратило распространение в атмосферу 827,2 тыс. тонн двуокиси углерода (CO2) (рассчитано на основе Метода расчёта количества газов, распространяющихся на атмосферу, утверждённого Министерством экологии и природных ресурсов 18.01.2006 года).
В 2016 году 2,141,9 млн киловатт-часов электроэнергии или 9,3 процента от 23 073,9 млн киловатт-часов электроэнергии, производимой всеми источниками в стране, составили альтернативные и возобновляемые источники энергии. По сравнению с предыдущим годом общий объём производства электроэнергии составил 100,8 %, а производство альтернативной и возобновляемой энергии составило 117,1 %. Было получено 4212,4 Гкал тепловой энергии (увеличение на 2,0 % по сравнению с предыдущим годом). Это обеспечило 548,7 млн м³ экономии природного газа и предотвращение выброса в атмосферу 976,7 тыс. тонн двуокиси углерода (CO2) (рассчитано на основе «Метода расчёта количества газов» тепловой эффект, распространяющийся на атмосферу, утверждённого Министерством экологии и природных ресурсов 18.01.2006 г.).
В 2021 году мощность возобновляемой энергетики составила 1 308 МВт.
В 2022 году производство возобновляемой энергии составило 1,945 млрд кВт⋅ч.
В 2024 году производство составило 3,851 млрд киловатт-часов. Из них на ГЭС произведено более 3 млрд кВт⋅ч, на ветровых электростанциях произведено 51,1 млн кВт⋅ч, на солнечных электростанциях — 556,3 млн кВт⋅ч, на заводе по сжиганию твёрдых бытовых отходов — 232,5 млн кВт⋅ч электроэнергии.